# ريحان (بزكش)
ریحان (بالفارسية: ریحان) هي منطقة سكنية تقع في إيران في قسم بزكش الریفي. يقدر عدد سكانها بـ 331 نسمة .